# Senonches
Senonches je naselje in občina v srednjem francoskem departmaju Eure-et-Loir regije Center. Naselje je leta 2008 imelo 3.225 prebivalcev.

## Geografija
Kraj leži v pokrajini Perche 37 km severozahodno od Chartresa.

## Uprava
Senonches je sedež istoimenskega kantona, v katerega so poleg njegove vključene še občine Digny, La Framboisière, Jaudrais, Louvilliers-lès-Perche, Le Mesnil-Thomas, La Puisaye in La Saucelle s 5.360 prebivalci.
Kanton Senonches je sestavni del okrožja Dreux.

## Zanimivosti
- grad Château de Senonches iz 12. stoletja,
- cerkev Notre-Dame iz 13. stoletja, prenovljena v 16. stoletju,
- gozd forêt de Senonches.

## Pobratena mesta
- Battenberg (Hessen, Nemčija),
- Horicon (Wisconsin, ZDA).